# Monte Okmok
El monte Okmok es una caldera volcánica en la parte noreste de la isla Umnak en las islas aleutianas orientales de Alaska. Esta caldera circular de 5,8 millas (9,3 km) de ancho trunca la parte superior de un gran volcán en escudo. Un lago de cráter una vez llenó gran parte de la caldera, pero finalmente el lago drenó a través de una muesca erosionada en el borde noreste. El lago prehistórico alcanzó una profundidad máxima de aproximadamente 150 metros y la superficie superior alcanzó una elevación de aproximadamente 475 metros, en cuyo punto se superó el punto bajo del borde de la caldera. Pequeños remanentes poco profundos del lago permanecieron al norte del cono D a una altura de unos 1075 pies: un pequeño lago poco profundo ubicado entre el borde de la caldera y el cono D; un lago más pequeño (llamado Lago Cone B) más al norte, cerca de la puerta de la caldera. Después de la erupción de 2008, la hidrogeología de la caldera se modificó enormemente con cinco lagos de tamaño considerable ahora emplazados. Además de los lagos de la caldera, Cono A, Cono E, Cono G y el nuevo respiradero de 2008 en Cono D contienen pequeños lagos de cráter. Las últimas erupciones importantes de Okmok, con una fuerza IEV de 6, ocurrieron 8300 y 2400 años antes del presente.
Después de la formación de la caldera, numerosos conos satelitales y domos de lava se han formado en los flancos del volcán. Incluyen Monte Tulik (1253 metros), Monte Idak (585 metros) y Jag Peak. Monte Tulik entró en erupción en 1936.
Actualmente, el volcán está calificado por el Observatorio Volcánico de Alaska como Nivel de Alerta de Aviación Verde y Nivel de Alerta Volcánica Normal.

## Erupción de 2008
El sábado 12 de julio de 2008, Okmok explotó sin previo aviso, enviando una nube de cenizas a 50 000 pies (15 000 m) al aire.

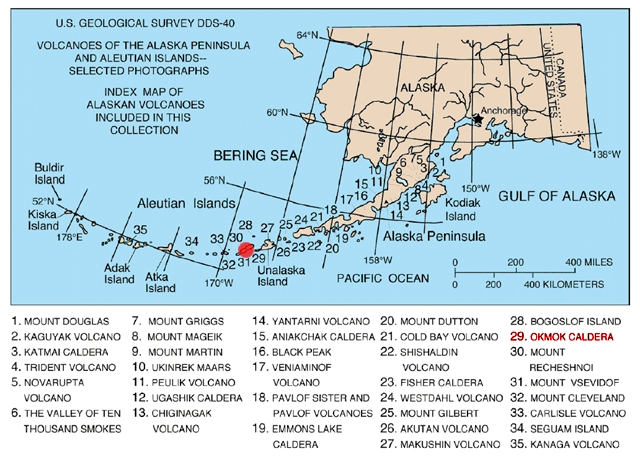
Mapa que muestra los volcanes de Alaska. La marca se establece en la ubicación de Okmok

Durante los siguientes cinco días y medio de erupción casi continua, los residentes de Nikolski quedaron varados por períodos de hasta tres semanas; Unalaska fue espolvoreada repetidas veces con ceniza y los vuelos hacia y desde este importante centro pesquero fueron frecuentemente interrumpidos; balsas flotantes de escoria y baja visibilidad llevaron a la Guardia Costera a cerrar el paso de Umnak al tráfico marítimo; y el rancho ganadero de Bering Pacific en los flancos de Okmok fue periódicamente evacuado, una vez durante la oscuridad del mediodía causada por la fuerte caída de cenizas. La erupción terminó en agosto de 2008. Tenía un IEV de 4, lo que le dio una calificación de "cataclísmico". No se informó flujo de lava en esta erupción, aunque el volcán ha emitido flujos en el pasado.
La erupción tuvo lugar en un nuevo respiradero en la parte noreste de la caldera, creando un cono de aproximadamente 800 pies de alto, alterando drásticamente la hidrología de la caldera y descargando enormes lahares o flujos de lodo volcánico que van desde la caldera hasta la costa. En contraste, todas las erupciones del siglo XX fueron de un cono cerca del borde sur de la caldera. La erupción de 2008 fue con mucho la erupción más grande en Okmok desde al menos el comienzo del siglo XIII.